# Machico (freguesia)
A Freguesia de Machico, com sede na cidade que lhe deu o nome, é uma freguesia portuguesa do Município do Machico com 17,49 km² de 
área e 9828 habitantes (censo de 2021), tendo, por isso, uma densidade populacional de 561,9 hab./km². 

## Demografia
A população registada nos censos foi:
| Distribuição da População por Grupos Etários | Distribuição da População por Grupos Etários | Distribuição da População por Grupos Etários | Distribuição da População por Grupos Etários | Distribuição da População por Grupos Etários |
| -------------------------------------------- | -------------------------------------------- | -------------------------------------------- | -------------------------------------------- | -------------------------------------------- |
| Ano                                          | 0-14 Anos                                    | 15-24 Anos                                   | 25-64 Anos                                   | > 65 Anos                                    |
| 2001                                         | 2220                                         | 2011                                         | 6436                                         | 1280                                         |
| 2011                                         | 1691                                         | 1339                                         | 6593                                         | 1633                                         |
| 2021                                         | 1027                                         | 1106                                         | 5503                                         | 2192                                         |